# Col de la Vernhette
Le col de la Vernhette, ou col de Vernhette ou encore col de Montjaux, est un col routier du Massif central, situé dans le département de l'Aveyron à l'ouest de Millau. Son altitude est de 1 032 mètres mais fréquemment indiquée à 1 029 mètres ou 1 030 mètres.

## Géographie
Ce col du haut plateau du Lévézou se trouve dans le parc naturel régional des Grands Causses, sur la commune de Castelnau-Pégayrols dans un environnement pastoral et forestier. Il est franchi par la route départementale 993 entre le hameau de Bouloc (commune de Salles-Curan) et la commune de Montjaux. Le Coudols, affluent en rive droite du Tarn, prend sa source en contrebas.

## Activités

### Cyclisme
Le col a été emprunté par le Tour de France en 1954 sous la dénomination de col de Montjaux et en 1983 sous la dénomination de côte de Montjaux.
| Année | Étape | Ville de départ       | Ville d’arrivée | Catégorie | 1er au sommet       |
| ----- | ----- | --------------------- | --------------- | --------- | ------------------- |
| 1983  | 13e   | Roquefort-sur-Soulzon | Aurillac        | 2         | Robert Millar       |
| 1954  | 14e   | Toulouse              | Millau          | 2         | Federico Bahamontes |

Avec 14,2 km d'ascension et 693 m de dénivelé positif, il est également apprécié pour le cyclotourisme.